# Sojasun/2013

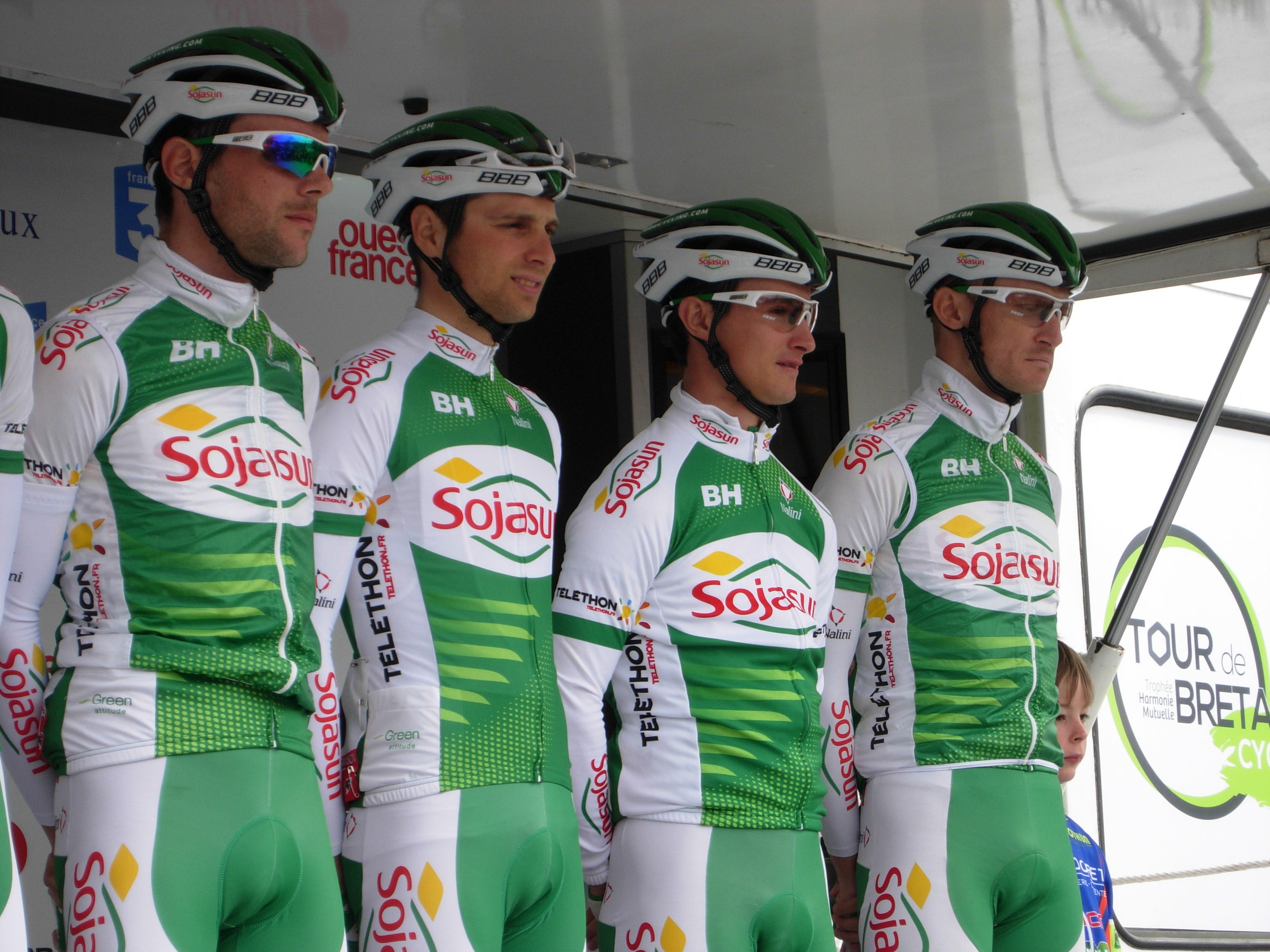

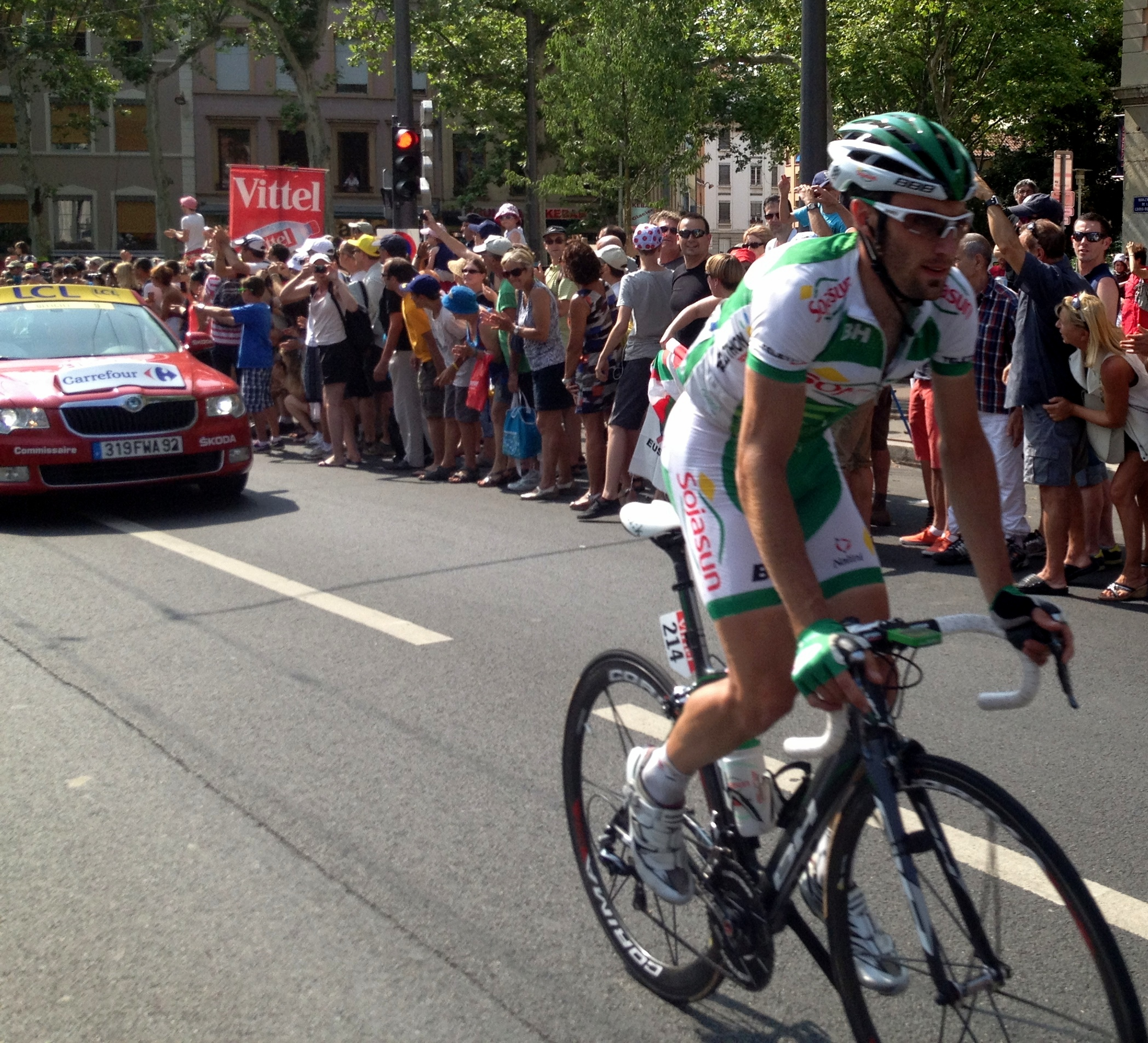

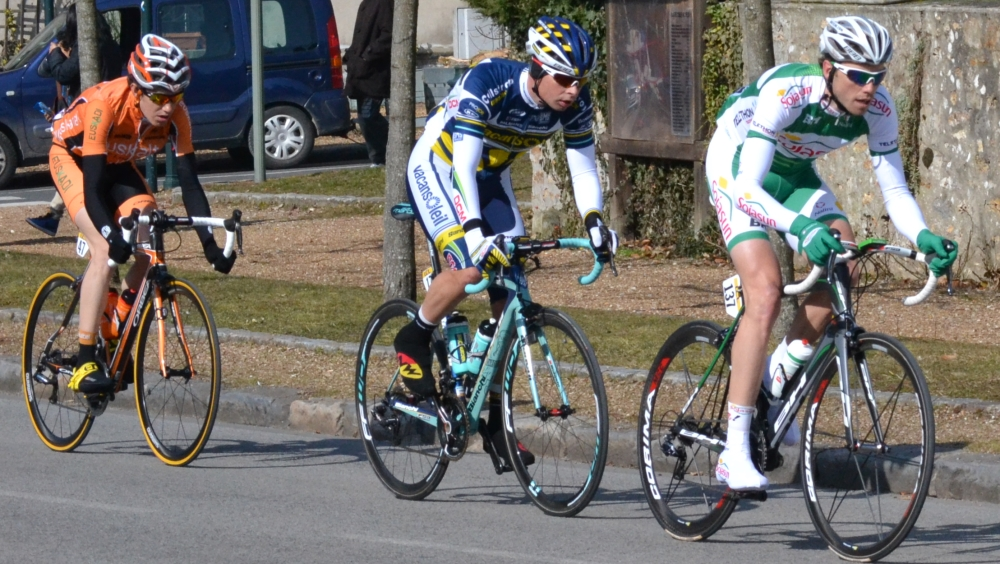

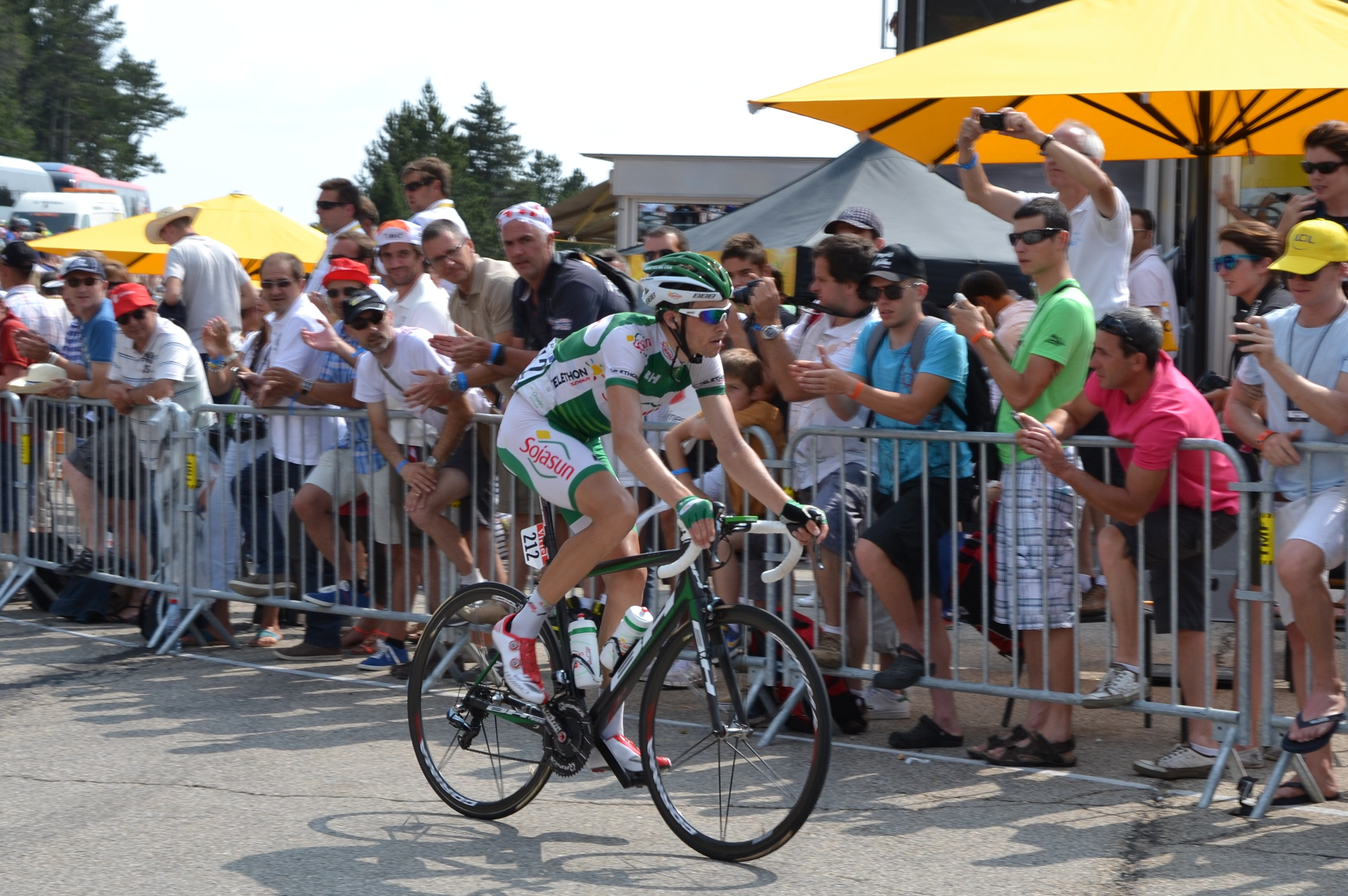

Deze pagina geeft een overzicht van de Sojasun-wielerploeg in 2013.

## Algemeen
Algemeen manager: Stéphane Heulot
Ploegleiders: Nicolas Guille, Lylian Lebreton, Gilles Pauchard , Jean-Baptiste Quiclet
Fietsmerk: BH
Auto's: Škoda Auto

## Renners
| Naam                | Geboortedatum | Nationaliteit | Ploeg 2012                   |
| ------------------- | ------------- | ------------- | ---------------------------- |
| Maxime Daniel       | 05-06-1991    | Frankrijk     | Neo                          |
| Anthony Delaplace   | 11-09-1989    | Frankrijk     |                              |
| Julien El Fares     | 01-06-1985    | Frankrijk     | Team Type 1-Sanofi           |
| Jimmy Engoulvent    | 07-12-1979    | Frankrijk     |                              |
| Brice Feillu        | 26-07-1985    | Frankrijk     |                              |
| Jérémie Galland     | 08-04-1983    | Frankrijk     |                              |
| Jonathan Hivert     | 23-03-1985    | Frankrijk     |                              |
| Fabrice Jeandesboz  | 04-12-1984    | Frankrijk     |                              |
| Christophe Laborie  | 05-08-1986    | Frankrijk     |                              |
| David Le Lay        | 30-12-1979    | Frankrijk     | AG2R-La Mondiale             |
| Cyril Lemoine       | 03-03-1983    | Frankrijk     |                              |
| Maxime Méderel      | 19-09-1980    | Frankrijk     |                              |
| Jean-Marc Marino    | 15-08-1983    | Frankrijk     |                              |
| Rony Martias        | 04-08-1980    | Frankrijk     |                              |
| Jean-Lou Paiani     | 23-12-1988    | Frankrijk     |                              |
| Rémi Pauriol        | 04-04-1982    | Frankrijk     | FDJ-BigMat                   |
| Paul Poux           | 09-07-1984    | Frankrijk     |                              |
| Fabien Schmidt      | 23-03-1989    | Frankrijk     | Roubaix Lille Métropole      |
| Julien Simon        | 04-10-1985    | Frankrijk     |                              |
| Evaldas Šiškevičius | 30-12-1988    | Litouwen      | Vélo-Club La Pomme Marseille |
| Yannick Talabardon  | 06-07-1981    | Frankrijk     |                              |
| Etienne Tortelier   | 10-04-1990    | Frankrijk     |                              |
| Alexis Vuillermoz   | 01-06-1988    | Frankrijk     |                              |

## Belangrijke overwinningen
| Ster van Bessèges Eindklassement: Jonathan Hivert Ruta del Sol 1e etappe: Jonathan Hivert 2e etappe: Jonathan Hivert Ronde van Luxemburg Proloog: Jimmy Engoulvent Ronde van Portugal 6e etappe: Maxime Daniel |

2009 · 2010 · 2011 · 2012 · 2013